# Hauptsturmführer
Hauptsturmführer naziv je za čin Schutzstaffela između 1934. i 1945.  Čin Hauptsturmführera bio je srednji časnički čin, što bi danas odgovaralo činu satnika ili Wehrmachtovom Hauptmannu. Hauptsturmführer bio je najčešći časnički čin u SS-u za vrijeme Drugoga svjetskog rata.

## Pregled
Čin Hauptsturmführera razvio se iz starijega čina Sturmhauptführera,stvorenoga 1928. za Sturmabteilung.  SS je rabio čin Sturmhauptführera od 1930. do 1934., kada se mijenja naziv u Hauptsturmführer zbog reorganizacije SS-a poslije Noći dugih noževa.
Neki su najpoznatiji SS-ovci nosili čin Hauptsturmführera.  Među njima su Josef Mengele, poznati liječnik u Auschwitzu; Klaus Barbie, zapovjednik Gestapa u Lyonu; Alois Brunner, pomoćnik Adolfa Eichmanna i Amon Göth, osuđen vješanjem zbog izdane naredbe o masovnoj getovskoj likvidaciji u Tarnówu i Krakowu, logorima u Szebnu i Plaszowu. Likvidacije su prikazane u filmu Schindlerova lista.
Obilježje Hauptsturmführera bile su tri srebrne točke i dvije srebrne pruge na crnoj kolarnoj oznaci čina. Na sivoj bojnoj uniformi, oznaka čina na ramenima bila je kao u Wehrmachtovoga satnika. Čin Hauptsturmführera bio je viši od čina Obersturmführera i niži od čina Sturmbannführera.